# Stagioni dei Kansas City Chiefs
Questa è la lista delle stagioni sportive dei Kansas City Chiefs nella National Football League che documenta i risultati stagione per stagione dal 1960 ad oggi, compresi i risultati nei play-off.

## Risultati stagione per stagione
| Cronistoria dei Kansas City Chiefs | Cronistoria dei Kansas City Chiefs | Cronistoria dei Kansas City Chiefs | Cronistoria dei Kansas City Chiefs | Cronistoria dei Kansas City Chiefs | Cronistoria dei Kansas City Chiefs | Cronistoria dei Kansas City Chiefs | Cronistoria dei Kansas City Chiefs | Cronistoria dei Kansas City Chiefs | Cronistoria dei Kansas City Chiefs | Cronistoria dei Kansas City Chiefs                                                                                      |                              |
| Stagione di lega                   | Stagione di squadra                | Lega                               | Conference                         | Division                           | Stagione regolare                  | Stagione regolare                  | Stagione regolare                  | Stagione regolare                  | Play-off | Premi individuali |                              |
| Stagione di lega                   | Stagione di squadra                | Lega                               | Conference                         | Division                           | Pos.                               | V                                  | S                                  | P                                  | Play-off | Premi individuali |                              |
| ---------------------------------- | ---------------------------------- | ---------------------------------- | ---------------------------------- | ---------------------------------- | ---------------------------------- | ---------------------------------- | ---------------------------------- | ---------------------------------- | --- | --- | ---------------------------- |
| 1960                               | 1960                               | AFL                                |                                    | Western                            | 2                                  | 8                                  | 6                                  | 0                                  | non disputati | Inseriti nella AFL Western con il nome di Dallas Texans.                                                                |                              |
| 1961                               | 1961                               | AFL                                |                                    | Western                            | 2                                  | 6                                  | 8                                  | 0                                  | non disputati | |                              |
| 1962                               | 1962                               | AFL                                |                                    | Western                            | 1                                  | 11                                 | 3                                  | 0                                  | V AFL Championship contro gli Houston Oilers (20-17 all'overtime) | |                              |
| 1963                               | 1963                               | AFL                                |                                    | Western                            | 3                                  | 5                                  | 7                                  | 2                                  | non disputati | Diventano Kansas City Chiefs.                                                                                           |                              |
| 1964                               | 1964                               | AFL                                |                                    | Western                            | 2                                  | 7                                  | 7                                  | 0                                  | non disputati | |                              |
| 1965                               | 1965                               | AFL                                |                                    | Western                            | 3                                  | 7                                  | 5                                  | 2                                  | non disputati | |                              |
| 1966                               | 1966                               | AFL                                |                                    | Western                            | 1                                  | 11                                 | 2                                  | 1                                  | V AFL Championship contro i Buffalo Bills (31-7) S Super Bowl I contro i Green Bay Packers (10-35) | Viene giocato il 1º Super Bowl                                                                                          |                              |
| 1967                               | 1967                               | AFL                                |                                    | Western                            | 2                                  | 9                                  | 5                                  | 0                                  | non disputati | |                              |
| 1968                               | 1968                               | AFL                                |                                    | Western                            | 2                                  | 12                                 | 2                                  | 0                                  | S Divisional play-off contro gli Oakland Raiders (6-41) | |                              |
| 1969                               | 1969                               | AFL                                |                                    | Western                            | 2                                  | 11                                 | 3                                  | 0                                  | V Divisional play-off contro i New York Jets (13-6) V AFL Championship contro gli Oakland Raiders (17-7) V Super Bowl IV contro i Minnesota Vikings (23-7)                                                               | |                              |
| 1970                               | 1970                               | NFL                                | AFC                                | West                               | 2                                  | 7                                  | 5                                  | 2                                  | non disputati | Inseriti nella AFC West a seguito della fusione tra AFL e NFL                                                           |                              |
| 1971                               | 1971                               | NFL                                | AFC                                | West                               | 1                                  | 10                                 | 3                                  | 1                                  | S Divisional play-off contro i Miami Dolphins (24-27 dts) | |                              |
| 1972                               | 1972                               | NFL                                | AFC                                | West                               | 2                                  | 8                                  | 6                                  | 0                                  | non disputati | |                              |
| 1973                               | 1973                               | NFL                                | AFC                                | West                               | 3                                  | 7                                  | 5                                  | 2                                  | non disputati | |                              |
| 1974                               | 1974                               | NFL                                | AFC                                | West                               | 3                                  | 5                                  | 9                                  | 0                                  | non disputati | |                              |
| 1975                               | 1975                               | NFL                                | AFC                                | West                               | 3                                  | 5                                  | 9                                  | 0                                  | non disputati | |                              |
| 1976                               | 1976                               | NFL                                | AFC                                | West                               | 3                                  | 5                                  | 9                                  | 0                                  | non disputati | |                              |
| 1977                               | 1977                               | NFL                                | AFC                                | West                               | 5                                  | 2                                  | 12                                 | 0                                  | non disputati | |                              |
| 1978                               | 1978                               | NFL                                | AFC                                | West                               | 5                                  | 4                                  | 12                                 | 0                                  | non disputati | Da questa stagione le partite della stagione regolare diventano 16.                                                     |                              |
| 1979                               | 1979                               | NFL                                | AFC                                | West                               | 5                                  | 7                                  | 9                                  | 0                                  | non disputati | |                              |
| 1980                               | 1980                               | NFL                                | AFC                                | West                               | 4                                  | 8                                  | 8                                  | 0                                  | non disputati | |                              |
| 1981                               | 1981                               | NFL                                | AFC                                | West                               | 3                                  | 9                                  | 7                                  | 0                                  | non disputati | |                              |
| 1982                               | 1982                               | NFL                                | AFC                                | --                                 | 11                                 | 3                                  | 6                                  | 0                                  | non disputati | In questa stagione a causa di uno sciopero vennero giocate solamente 9 partite e non vi furono classifiche di Division. |                              |
| 1983                               | 1983                               | NFL                                | AFC                                | West                               | 5                                  | 6                                  | 10                                 | 0                                  | non disputati | |                              |
| 1984                               | 1984                               | NFL                                | AFC                                | West                               | 4                                  | 8                                  | 8                                  | 0                                  | non disputati | |                              |
| 1985                               | 1985                               | NFL                                | AFC                                | West                               | 5                                  | 6                                  | 10                                 | 0                                  | non disputati | |                              |
| 1986                               | 1986                               | NFL                                | AFC                                | West                               | 2                                  | 10                                 | 6                                  | 0                                  | S Wild Card Game contro i New York Jets (15-35) | |                              |
| 1987                               | 1987                               | NFL                                | AFC                                | West                               | 5                                  | 4                                  | 11                                 | 0                                  | non disputati | In questa stagione a causa di uno sciopero hanno giocato una partita in meno.                                           |                              |
| 1988                               | 1988                               | NFL                                | AFC                                | West                               | 5                                  | 4                                  | 11                                 | 1                                  | non disputati | |                              |
| 1989                               | 1989                               | NFL                                | AFC                                | West                               | 2                                  | 8                                  | 7                                  | 1                                  | non disputati | |                              |
| 1990                               | 1990                               | NFL                                | AFC                                | West                               | 2                                  | 0                                  | 5                                  | 0                                  | S Wild Card Game contro i Miami Dolphins (16-17) | |                              |
| 1991                               | 1991                               | NFL                                | AFC                                | West                               | 2                                  | 10                                 | 6                                  | 0                                  | V Wild Card Game contro gli Oakland Raiders (10-6) S Divisional play-off contro i Buffalo Bills (14-37) | |                              |
| 1992                               | 1992                               | NFL                                | AFC                                | West                               | 2                                  | 10                                 | 6                                  | 0                                  | S Wild Card Game contro i San Diego Chargers (0-17) | |                              |
| 1993                               | 1993                               | NFL                                | AFC                                | West                               | 1                                  | 11                                 | 5                                  | 0                                  | V Wild Card Game contro i Pittsburgh Steelers (27-24 all'overtime) V Divisional play-off contro gli Houston Oilers (28-20) S AFC Championship contro i Buffalo Bills (13-30)                                             | |                              |
| 1994                               | 1994                               | NFL                                | AFC                                | West                               | 2                                  | 9                                  | 7                                  | 0                                  | S Wild Card Game contro i Miami Dolphins (17-27) | |                              |
| 1995                               | 1995                               | NFL                                | AFC                                | West                               | 1                                  | 13                                 | 3                                  | 0                                  | S Divisional play-off contra gli Indianapolis Colts (7-10) | |                              |
| 1996                               | 1996                               | NFL                                | AFC                                | West                               | 2                                  | 9                                  | 7                                  | 0                                  | non disputati | |                              |
| 1997                               | 1997                               | NFL                                | AFC                                | West                               | 1                                  | 13                                 | 3                                  | 0                                  | S Divisional play-off contro i Denver Broncos (10-14) | |                              |
| 1998                               | 1998                               | NFL                                | AFC                                | West                               | 4                                  | 7                                  | 9                                  | 0                                  | non disputati | |                              |
| 1999                               | 1999                               | NFL                                | AFC                                | West                               | 2                                  | 9                                  | 7                                  | 0                                  | non disputati | |                              |
| 2000                               | 2000                               | NFL                                | AFC                                | West                               | 3                                  | 7                                  | 9                                  | 0                                  | non disputati | |                              |
| 2001                               | 2001                               | NFL                                | AFC                                | West                               | 4                                  | 6                                  | 10                                 | 0                                  | non disputati | |                              |
| 2002                               | 2002                               | NFL                                | AFC                                | West                               | 4T                                 | 8                                  | 8                                  | 0                                  | non disputati | |                              |
| 2003                               | 2003                               | NFL                                | AFC                                | West                               | 1                                  | 13                                 | 3                                  | 0                                  | S Divisional play-off contro gli Indianapolis Colts (31-38) | |                              |
| 2004                               | 2004                               | NFL                                | AFC                                | West                               | 3                                  | 7                                  | 9                                  | 0                                  | non disputati | |                              |
| 2005                               | 2005                               | NFL                                | AFC                                | West                               | 2                                  | 10                                 | 6                                  | 0                                  | non disputati | |                              |
| 2006                               | 2006                               | NFL                                | AFC                                | West                               | 2                                  | 9                                  | 7                                  | 0                                  | S Wild Card Game contro gli Indianapolis Colts (8-23) | |                              |
| 2007                               | 2007                               | NFL                                | AFC                                | West                               | 3T                                 | 4                                  | 12                                 | 0                                  | non disputati | |                              |
| 2008                               | 2008                               | NFL                                | AFC                                | West                               | 4                                  | 2                                  | 14                                 | 0                                  | non disputati | |                              |
| 2009                               | 2009                               | NFL                                | AFC                                | West                               | 4                                  | 4                                  | 12                                 | 0                                  | non disputati | |                              |
| 2010                               | 2010                               | NFL                                | AFC                                | West                               | 1                                  | 10                                 | 6                                  | 0                                  | S Wild Card Game contro i Baltimore Ravens (7-30) | |                              |
| 2011                               | 2011                               | NFL                                | AFC                                | West                               | 4                                  | 7                                  | 9                                  | 0                                  | non disputati | |                              |
| 2012                               | 2012                               | NFL                                | AFC                                | West                               | 4                                  | 2                                  | 14                                 | 0                                  | non disputati | |                              |
| 2013                               | 2013                               | NFL                                | AFC                                | West                               | 2                                  | 11                                 | 5                                  | 0                                  | S Wild Card Game contro gli Indianapolis Colts (44-45) | |                              |
| 2014                               | 2014                               | NFL                                | AFC                                | West                               | 2                                  | 9                                  | 7                                  | 0                                  | non disputati | |                              |
| 2015                               | 2015                               | NFL                                | AFC                                | West                               | 2                                  | 11                                 | 5                                  | 0                                  | V Wild Card Game contro gli Houston Texans (30-0) S Divisional play-off contro i New England Patriots (27-20) | |                              |
| 2016                               | 2016                               | NFL                                | AFC                                | West                               | 1                                  | 12                                 | 4                                  | 0                                  | S Divisional play-off contro i Pittsburgh Steelers (18-16) | |                              |
| 2017                               | 2017                               | NFL                                | AFC                                | West                               | 1                                  | 10                                 | 6                                  | 0                                  | S Wild Card Game contro i Tennessee Titans (22-21) | |                              |
| 2018                               | 2018                               | NFL                                | AFC                                | West                               | 1                                  | 12                                 | 4                                  | 0                                  | V Divisional play-off contro gli Indianapolis Colts (31-13) S AFC Championship contro i New England Patriots (37-31 dts)                                                                                                 | |                              |
| 2019                               | 2019                               | NFL                                | AFC                                | West                               | 1                                  | 12                                 | 4                                  | 0                                  | V Divisional play-off contro gli Houston Texans (51-31) V AFC Championship contro i Tennessee Titans (35-24) V Super Bowl LIV contro i San Francisco 49ers (31-20)                                                       | |                              |
| 2020                               | 2020                               | NFL                                | AFC                                | West                               | 1                                  | 14                                 | 2                                  | 0                                  | V Divisional play-off contro i Cleveland Browns (22-17) V AFC Championship contro i Buffalo Bills (38-24) S Super Bowl LV contro i Tampa Bay Buccaneers (9-31)                                                           | |                              |
| 2021                               | 2021                               | NFL                                | AFC                                | West                               | 1                                  | 12                                 | 5                                  | 0                                  | V Wildcard play-off contro i Pittsburgh Steelers (42–21) V Divisional play-off contro i Buffalo Bills (42–36 dts) S AFC Championship contro i Cincinnati Bengals (24–27 dts)                                             | |                              |
| 2022                               | 2022                               | NFL                                | AFC                                | West                               | 1                                  | 14                                 | 3                                  | 0                                  | V Divisional play-off contro i Jacksonville Jaguars (27–20) V AFC Championship contro i Cincinnati Bengals (23–20) V Super Bowl LVII contro i Philadelphia Eagles (38–35)                                                | |                              |
| 2023                               | 2023                               | NFL                                | AFC                                | West                               | 1                                  | 11                                 | 6                                  | 0                                  | V Wildcard play-off contro i Miami Dolphins (26–7) V Divisional play-off contro i Buffalo Bills (27–24) V AFC Championship contro i Baltimore Ravens (17–10) V Super Bowl LVIII contro i San Francisco 49ers (25–22 dts) | |                              |
| 2024                               | 2024                               | NFL                                | AFC                                | West                               | 1                                  | 15                                 | 2                                  | 0                                  | V Divisional play-off contro gli Houston Texans (23–14) V AFC Championship contro i Buffalo Bills (32-29) S Super Bowl LIX contro i Philadelphia Eagles (22–40)                                                          | |                              |
| Totale                             | Totale                             | Totale                             | Totale                             | Totale                             | Totale                             | 547                                | 441                                | 12                                 | Record di stagione regolare | Record di stagione regolare                                                                                             | Record di stagione regolare  |
| Totale                             | Totale                             | Totale                             | Totale                             | Totale                             | Totale                             | 26                                 | 22                                 |                                    | Record dei play-off | Record dei play-off | Record dei play-off          |
| Totale                             | Totale                             | Totale                             | Totale                             | Totale                             | Totale                             | 573                                | 463                                | 12                                 | Stagione regolare e play-off | Stagione regolare e play-off                                                                                            | Stagione regolare e play-off |

Legenda
- Vittoria nel Super Bowl (dal 1966)
- Vittoria nella lega (1920-1969)
- Vittoria nella Conference

- Vittoria nella Division
- Qualificazione al Wild Card Game (dal 1978)
- V = Vittorie

- S = Sconfitte
- P = Pareggi
- T = Posizione a pari merito